# Warnow
La Warnow, prononcée [ˈvaʁnoː], est un fleuve du Mecklembourg-Poméranie-Occidentale, en Allemagne.

## Géographie
La longueur de son cours est de 155 km.
Elle sort d'un petit marais à l'est de Parchim et se jette dans la mer Baltique près de Warnemünde, après avoir arrosé Sternberg, Bützow, Schwaan et Rostock.
L'estuaire, appelé Unterwarnow et situé entre le vieux centre de Rostock et la mer, est navigable pour bateaux maritimes et inclut les ports de la ville.